# حالة عاطفية مختلطة
الحالة العاطفية المختلطة (بالإنجليزية: Mixed affective state)‏ التي كانت تُعرف سابقًا باسم الهوس المختلط أو النوبة المختلطة، هي حالة تظهر فيها خصائص فريدة لكل من الاكتئاب والهوس، مثل نوبات اليأس، والشك، والألم، والغضب أو التفكير في القتل، والتفكير في الانتحار، والانفصام، والأفكار المتسارعة [الإنجليزية]، وفرط حسي [الإنجليزية]، وضغط النشاط، والتهيج المتزايد، وهذه تحدث إما بشكل متزامن أو في تتابع قصير جدًا.
في السابق، كان لابد من تحقق المعايير التشخيصية لكل من نوبة الهوس والاكتئاب بطريقة متسقة ومستمرة، مع استمرار الأعراض لمدة أسبوع على الأقل (أو أي مدة إذا كان العلاج النفسي مطلوبًا)، وبالتالي قصر الاعتراف الرسمي بالحالات العاطفية المختلطة على أقلية فقط من مرضى الاضطراب ثنائي القطب من النوع الأول. ومع ذلك، في التسمية الحالية الدليل التشخيصي والإحصائي للاضطرابات النفسية (الطبعة الخامسة)، لم يعد "الحالة المختلطة" تعد حالة مرضية بحد ذاتها؛ بدلاً من ذلك، يمكن تطبيق محدد الأعراض "باحتواء على مزيج من الملامح" على أي حالة عاطفية رئيسية (هوس، هوس خفيف، أو اكتئاب)، مما يعني أنها معترف بها رسميًا في المرضى الذين يعانون من اضطراب ثنائي القطب النوع الأول والنوع الثاني، وبموجب الممارسة الشائعة، فهي اضطراب اكتئابي كبير. ومع ذلك، فإن الحالة المختلطة الاكتئابية في المريض، حتى في غياب فترات متميزة من الهوس أو الهوس الخفيف، تستبعد بشكل فعال الاكتئاب ثنائي القطبي.

## معايير التشخيص
وفقًا لما أكده الدليل التشخيصي والإحصائي للاضطرابات العقلية في الإصدار الخامس، يمكن تطبيق محدد الأعراض "ذي السمات المختلطة" على نوبات الهوس من الاضطراب ثنائي القطب من النوع الأول، ونوبات الهوس الخفيف من الاضطراب ثنائي القطب من النوع الأول أو الاضطراب ثنائي القطب من النوع الثاني ونوبات اكتئاب إما من الاضطراب ثنائي القطب أو اضطراب اكتئابي كبير، مع وجود ثلاث سمات متزامنة على الأقل للقطبية المعاكسة. ونتيجة لذلك، فإن وجود "سمات مختلطة" معترف به الآن في المرضى الذين يعانون من الاضطراب ثنائي القطب من النوع الثاني والاكتئاب الشديد؛ ومع ذلك، كما لوحظ سابقًا، على الرغم من أنه من المعتاد حجب تشخيص الاضطراب ثنائي القطب حتى تظهر نوبة هوس أو هوس خفيف، فإن وجود مثل هذه السمات في مريض مكتئب حتى مع عدم وجود تاريخ من الهوس المنفصل أو الهوس الخفيف يوحي بشدة بالاضطراب.
ومع ذلك، فإن التعريف الأضيق في الدليل للنوبات المختلطة قد يؤدي إلى عدد أقل من المرضى الذين يستوفون معايير مختلطة مقارنة بالدليل التشخيصي والإحصائي للاضطرابات النفسية (الطبعة الخامسة). دعا موريسيو توهين [الإنجليزية] في عام 2017 إلى إدخال تغييرات من نهج ظواهري حالي إلى نهج موجه نحو الهدف لمعايير المزاج المختلط في الدليل التشخيصي والإحصائي للاضطرابات النفسية (الطبعة الخامسة) من أجل تحقيق رعاية طبية شخصية أكثر تخصيصًا.
تتداخل ميزتان في الهوس أو الهوس الخفيف والاكتئاب ويمكن أن تشبها بعضهما البعض على المستوى السطحي، وهما "زيادة في النشاط الموجه نحو هدف" (تسارع نفسي حركي) مقابل هياج نفسي حركي و"هروب الأفكار" و"الأفكار المتسارعة [الإنجليزية]ا" مقابل التأمل الاكتئابي. فمراعاة تجربة المريض أمر مهم للغاية. في الهياج النفسي الحركي الذي يرى عادة في الاكتئاب، تغطى "الطاقة العصبية" دائمًا بشعور قوي بالإرهاق ويتجلى في حركات بلا هدف (مثل السير بخطوات سريعة، عصر اليدين)؛ ومع ذلك، في التسارع النفسي، تنبع الزيادة في الحركة من وفرة الطاقة وغالبًا ما توجهه بشكل مفهوم. بالمثل، في التأمل الاكتئابي، يشعر المريض بالأفكار المتكررة على أنها ثقيلة وبطيئة ومتعبة، بينما في التسارع النفسي (كما يرى في الهوس أو الهوس الخفيف)، تتحرك الأفكار بتقدم سريع، مع عدة موضوعات بدلاً من واحدة فقط. وحتى عندما تفسر هذه التجارب على أساس الاكتئاب، فإن الاحتمال لا يزال موجودًامن وجود أعراض هوسية أو هوس خفيف أخرى، وفي هذه الحالة، غالبًا ما يكون من الحكمة الانتباه إلى التاريخ الشخصي والعائلي للمريض (مثل التاريخ العائلي لاضطراب ثنائي القطب، وسن البدء المبكر) لتحديد ما إذا كان المريض يعاني من اضطراب ثنائي القطب أم لا.

## العلاج
عادة ما يعتمد علاج الحالات المختلطة على إعطاء دواء مثبت المزاج، والذي قد يشمل مضادات الاختلاج مثل حمض الفالبرويك؛ مضادات الذهان غير التقليدية مثل كويتيابين، وأولانزابين، وأريبيبرازول، وزيبراسيدون؛ أو مضادات الذهان من الجيل الأول مثل هالوبيريدول. وثمة سؤال حول فعالية الليثيوم في علاج الحالات المختلطة بسبب الاستنتاجات المتضاربة المستمدة من مختلف التجارب والأبحاث. تعمل مثبتات الحالة المزاجية على تقليل أعراض الهوس المرتبطة بالحالة المختلطة، ولكنها لا تعتبر فعالة بشكل خاص لتحسين أعراض الاكتئاب المتزامنة.

## مقالات ذات صلة
- اضطراب الكرب التالي للصدمة النفسية
- الدوبامين
- هوس
- الشخصية الوجدانية المفرطة
- دوروية المزاج
- اضطراب الشخصية النرجسية
- اضطراب الشخصية الحدي